# غابرييل جراسياني
غابرييل جراسياني (بالإسبانية: Gabriel Graciani)‏ هو لاعب كرة قدم أرجنتيني في مركز نصف الجناح، ولد في 28 نوفمبر 1993 في Bovril, Argentina ‏ في الأرجنتين. لعب مع أتليتيكو رافائيلا وإستوديانتيس دي لا بلاتا وإنديبندينتي ونادي أتليتيكو كولون.

## وصلات خارجية
- غابرييل جراسياني على موقع قاعدة بيانات كرة القدم.إي يو (الإنجليزية)
- غابرييل جراسياني على موقع قاعدة بيانات كرة القدم.إي يو (الإنجليزية)
- غابرييل جراسياني على موقع Soccerway.com (الإنجليزية)